# 久保田正躬
久保田正躬（日语：／ Kubota Masami，1931年12月6日—），生于大阪府，日本退役男子竞技体操运动员。他曾参加1956年夏季奥运会，收获团体全能银牌、双杠银牌和吊环铜牌。